# 10e cérémonie des Golden Globes
La 10e cérémonie des Golden Globes a eu lieu le 26 février 1953 à l'Hôtel Ambassador à Los Angeles, elle récompense les films diffusés en 1952 et les professionnels s'étant distingués cette année-là.

## Palmarès

### Cecil B. DeMille Award
- Walt Disney
  - Stanley Kramer
  - Adolph Zukor

### Meilleur film dramatique
- Sous le plus grand chapiteau du monde (The Greatest Show On Earth)
  - Reviens petite Sheba (Come Back, Little Sheba)
  - Sacré Printemps (The Happy Time)
  - Le train sifflera trois fois (High Noon)
  - L'Espion (The Thief)

### Meilleur acteur dans un film dramatique
- Gary Cooper pour le rôle de Will Kane dans Le train sifflera trois fois (High Noon)
  - Charles Boyer pour le rôle de Jacques Bonnard dans Sacré Printemps (The Happy Time)
  - Ray Milland pour le rôle d'Allan Fields dans L'Espion  (The Thief)

### Meilleure actrice dans un film dramatique
- Shirley Booth pour le rôle de Lola Delaney dans Reviens petite Sheba (Come Back, Little Sheba)
  - Joan Crawford pour le rôle de Myra Hudson dans Le Masque arraché (Sudden Fear)
  - Olivia de Havilland pour le rôle de Lurene Hallett dans Ma cousine Rachel (My Cousin Rachel)

### Meilleur film musical ou comédie
- Un refrain dans mon cœur (With a Song In My Heart)
  - La Femme de mes rêves (I'll See You In My Dreams)
  - Chantons sous la pluie (Singin' In The Rain)
  - Hans Christian Andersen et la Danseuse (Hans Christian Andersen)
  - La Parade de la gloire (Star and Stripes Forever)

### Meilleur acteur dans un film musical ou une comédie
- Donald O'Connor pour le rôle de Cosmo Brown dans Chantons sous la pluie (Singin' In The Rain)
  - Danny Kaye pour le rôle de Hans Christian Andersen dans Hans Christian Andersen et la Danseuse (Hans Christian Andersen)
  - Clifton Webb pour le rôle de John Philip Sousa dans La Parade de la gloire (Star and Stripes Forever)

### Meilleure actrice dans un film musical ou une comédie
Récompense décernée au préalable
- Susan Hayward pour son rôle de Jane Froman dans Un refrain dans mon cœur (With a Song In My Heart)
  - Katharine Hepburn pour son rôle de Patricia Pemberton dans Mademoiselle Gagne-Tout (Pat and Mike)
  - Ginger Rogers pour son rôle d'Edwina Fulton dans Chérie, je me sens rajeunir (Monkey Business)

### Meilleur acteur dans un second rôle
- Millard Mitchell pour le rôle de James T. Connie dans Mes six forçats (My Six Convicts)
  - Kurt Kasznar pour son rôle de Louis Bonnard dans Sacré Printemps (The Happy Time)
  - Gilbert Roland pour son rôle de Victor Ribera dans Les Ensorcelés (The Bad and The Beautiful)

### Meilleure actrice dans un second rôle
- Katy Jurado pour son rôle de Helen Ramírez dans Le train sifflera trois fois (High Noon)
  - Mildred Dunnock pour son rôle de Señora Espejo dans Viva Zapata !
  - Gloria Grahame pour son rôle de Rosemary Bartlow dans Les Ensorcelés (The Bad and The Beautiful)

### Meilleur réalisateur
- Cecil B. DeMille pour Sous le plus grand chapiteau du monde (The Greatest Show On Earth)
  - Richard Fleischer pour Sacré Printemps (The Happy Time)
  - John Ford pour L'Homme tranquille (The Quiet Man)

### Meilleur scénario
- Michael Wilson pour L'Affaire Cicéron (5 Fingers)
  - Carl Foreman pour Le train sifflera trois fois (High Noon)
  - Clarence Greene pour L'Espion  (The Thief)

### Meilleure musique de film
- Le train sifflera trois fois (High Noon) composée par Dimitri Tiomkin
  - Ivanhoé (Ivanhoe)  composée par Miklos Rozsa
  - L'Homme tranquille (The Quiet Man) composée par Victor Young